# バラサン岬
バラサン岬（バラサンみさき）は北海道厚岸郡厚岸町湾月と愛冠にまたがる岬である。パラサン岬の表記も見られる。

## 概要
厚岸市街地の南部に位置し、厚岸湾を望む景勝地であり、蝦夷三官寺の一つである国泰寺があることでも知られる。

## 歴史
江戸時代には松前藩によって勤番所が設けられており、バラサン岬付近の沼にアイヌが居住していた記録が残っている。明治の頃には観月楼という遊郭も存在した。
1891年（明治24年）には木下成太郎が日本初のヨード工場をバラサン岬に建設している。
かつては現在よりも20m以上せり出しており、更に美しい景観であったが、明治時代に行われた釧路港の防波堤工事で岩が切り出された結果、現在の形となっている。岬が削られたことで湾内の波が高くなり、干場が削られるなどの被害が出ている。

### 由来
「広い柵」や「獣を捕る罠」を表すアイヌ語に由来する。また後述の伝説ではバラサンを「魚を竿で目刺しにして干物を作ること」の意味とする資料も存在する。

## 伝説
「かつて同地には『ピラッカムイ』という巨大な神魚がおり、この神魚は船を背中に乗せ転覆させると伝えられていたためアイヌの人々たちから恐れられていた。ある日そのピラッカムイが厚岸湾に現れた。それを魚の干物を作っていた娘が発見したことで厚岸は大騒ぎとなり、多くの人が浜辺で様子を見ていると不思議なことにピラッカムイは突如として大きな岩となり、これがバラサン岬の山となった。」というアイヌの伝説がある。以来付近を通る船は神酒などを供えて往来したという。